# ولاية النيل الأبيض
تقع ولاية النيل الأبيض في الجزء الجنوبي من السودان بخريطته الجديدة بين خطي عرض 12-13,30 درجة شمالا، وخطي طول 31-33,30 درجة شرقا.
تحدها شمالا ولاية الخرطوم، وغربا ولاية شمال كردفان، ومن الجنوب الغربي ولاية جنوب كردفان وولاية أعالي النيل بدولة جنوب السودان من الجنوب، وولايتي الجزيرة وسنار من جهة الشرق. وتبلغ مساحة الولاية 39,701 كيلومتر مربع.

## السطح والتضاريس
التربة شمالا وجنوبا وشرقا طينية متشققة وفي الغرب تسود التربة الرملية الثابتة والمتحركة تتخللها أراضي طينية كما توجد فيها الكثبان الرملية. السطح عموما منبسط وإن كان لا يخلو من بعض التعرّجات في الأراضي الطينية. ويسود جيولوجيا الولاية تكوين أم روابة الذي يُشكّل حوضاً جوفياً وفير المياه، إلا أن مياهه تتميّز بارتفاع معدلات الملوحة وتنتشر صخور الأساس الصلبة في أجزاء واسعة من الولاية خاصة في الجزء الجنوبي والجنوبي الشرقي، وتُمثّل سهول النيل الأبيض الفيضية جزءاً هاماً من مظاهر السطح.

## المناخ
يسود الولايات المناخ الجاف وشبه الجاف حيث تتراوح الأمطار السنوية بين 300 مليمتر في شمال الولاية وأكثر من 600 مليمتر في جنوبها.

## السكان ومحليات الولاية
يبلغ عدد سكان الولاية حوالي 1,726,356 نسمة حسب تقديرات 2002م.
محليات ولاية النيل الأبيض
تضم ولاية النيل الأبيض ثمانية محليات
وهي (محلية القطينة، محلية الدويم، محلية ربك، محلية كوستي، محلية الجبلين، محلية السلام، محلية أم رمته، محلية تندلتي محلية قلي)

## أهم المدن
| - كوستي - ربك - الكوة - الدويم - القطينة | - تندلتي - الجبلين - الجزيرة أبا - الشوال - الظليط - النعيم - أم جلالة - كنانة - أم جر - شبشة | - الصوفي - الجمالاب - الدرادر - الهشابة - ود نور الدائم - السيال |  |

### العاصمة
مدينة رَبَكْ (بفتح الراء والباء وتسكين الكاف) هي عاصمة الولاية، والمدينة الثانية من حيث المساحة والأهمية الاقتصادية بعد مدينة (كوستي) والمركز التجاري الثاني الأكبر لولاية النيل الأبيض وأطلق عليها مسمى (المدينة الطائرة). إلا أن النشاط الثقافي والسياسي والديني والرياضي بمدينة (كوستي) من ملاعب كره قدم وجامعات ومسارح وأندية ثقافية. وتقع بالقرب منها جهة الشمال، مدينة الجزيرة أبا وتعد تاريخيا أهم مدن النيل الأبيض بعد مدينة الكوة، من الناحية الدينية، نسبة لأن الثورة المهدية بالسودان نشأت وانطلقت منها، وأول نصر سجّله الإمام المهدي على قوات الحكم التركي في السودان سنة (1884م كان في تلك الجزيرة، ومنها انتشرت وتوالت انتصارات المهدية حتى حررت السودان كله وأقامت حكومة وطنية فيه 1885 .

## الصناعة
تعد ولاية النيل الأبيض مركز ثقل صناعة السكر بالسودان، حيث يوجد بها مصنع سكر كنانة وهو مشروع مشترك بين حكومة السودان وعدد من حكومات الدول الأخرى أهمها حكومة الكويت. وهناك أيضا 'مصنع سكر عسلاية الذي يتبع لشركة السكر السودانية، ومصنع سكر النيل الأبيض المهم في صناعة الإيثانول وإنتاج الكهرباء في ولاية النيل الأبيض.
كذلك يوجد بها مصنع إسمنت رَبَكْ ومصنعين للنسيج أحدهما في كوستي والآخر في الدويم وتنتشر في أغلب مدن الولاية صناعة الزيوت ومحالج القطن وصناعة الحلويات وصناعة الجبن الأبيض وتعليب الأسماك.

## الزراعة
تمتلك ولاية النيل الأبيض أراضي شاسعة صالحة للزراعة تُقدّر ب 6,5 مليون فدان، يُستغل منها حالياً 4 مليون فدان.
وتوجد بها مجموعة من المشاريع الزراعية التي تسمى مشاريع الإعاشة كانت قد خصصت عند إقامتها لفائدة المتأثرين من تشييد سد جبل الأولياء في الولاية، وهي مشاريع موسمية تعتمد على ري الأمطار، ما عدا مشروع واحد هو مشروع أم جر الذي يُروى بطريقة الري الانسيابي من مياه النيل دائمة الجريان.

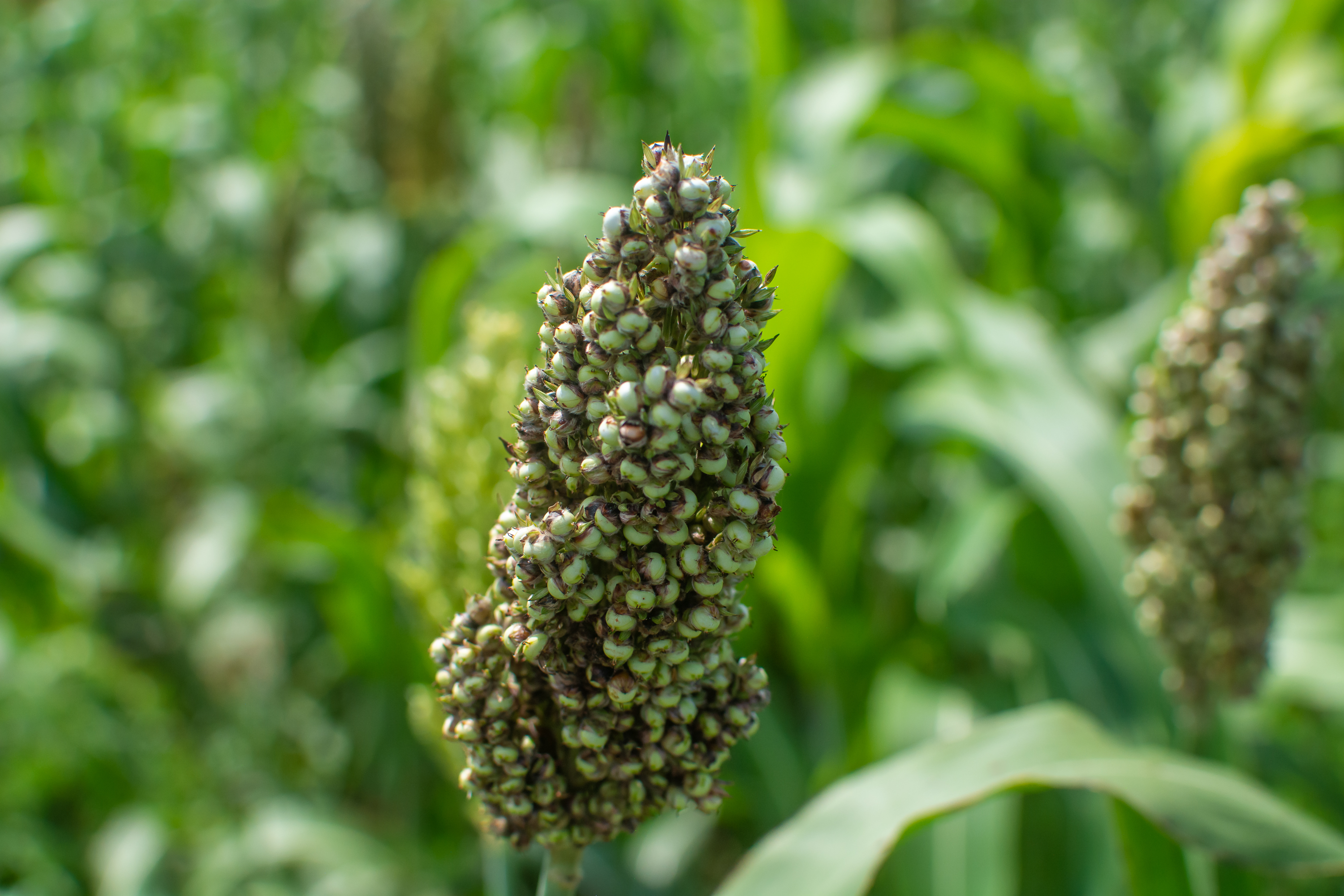
مح صح ول السمسم ولاية النيل الابيض

وأهم المحاصيل الزراعية في الولاية هي: (القطن، الذرة، السمسم، زهرة الشمس، الفول السوداني، الكركديه، الخضروات والفاكهة.

## الغابات
تغطي الغابات نسبة 14 % من مساحة أراضي الولاية.

## مصائد الأسماك

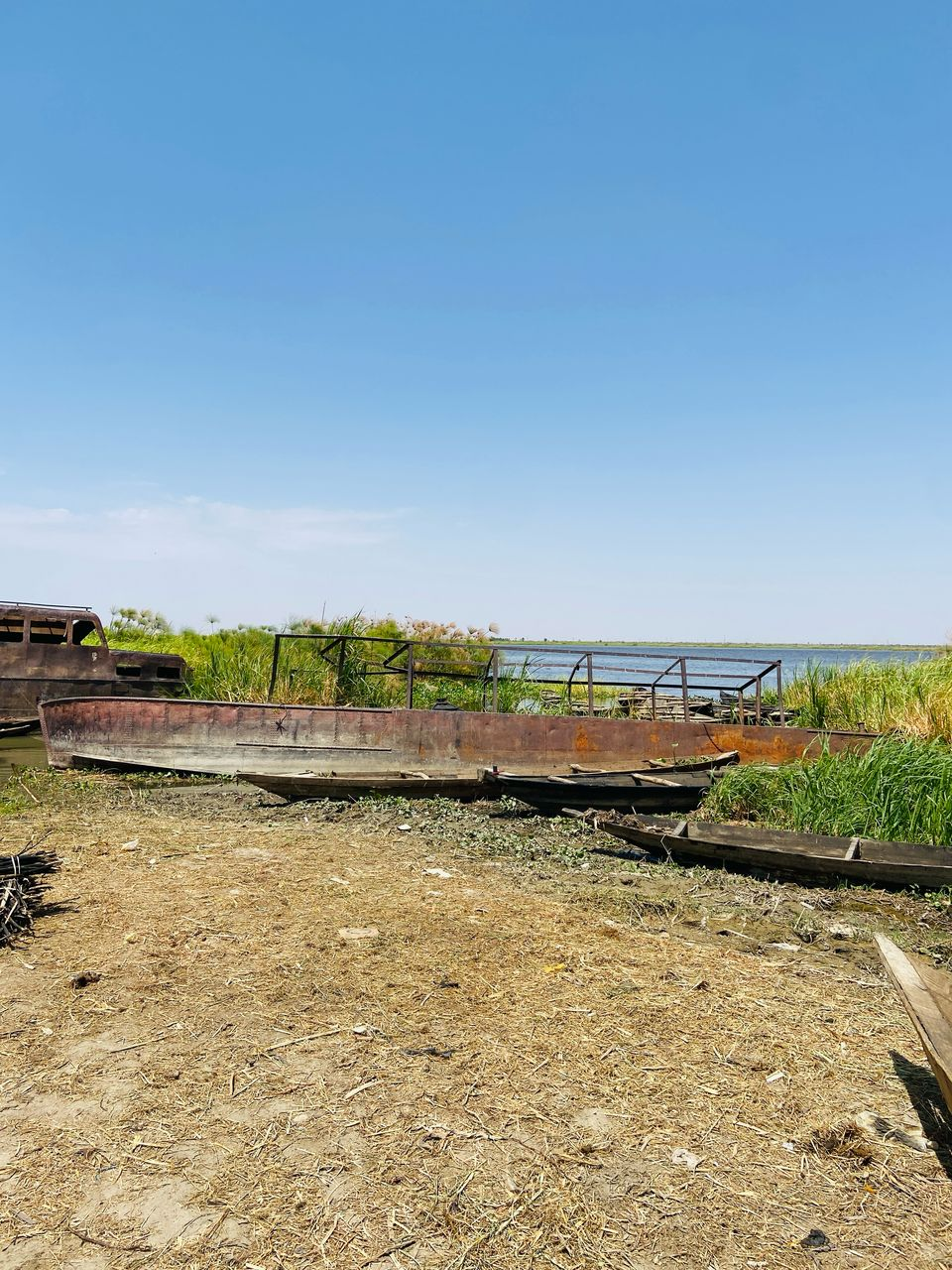
شاطئ اصطياد الاسماك مدينه كوستي

تنتج الولاية حوالي (70%) من المحصول الكلي لأسماك المياه العذبة بالسودان وقد ساعد على نمو الأسماك وتكاثرها في وتعدد فصائلها في الولاية وجود العديد من الجزر الخلجان النهرية بمجرى النيل الأبيض في حدود الولاية وتباطؤ جريانه أثناء مروره عبرها وأهم الفصائل الموجودة هي: أسماك العجل والبلطي والبياض والكبروس والكأس والكوارة.

## الثروة الحيوانية
تعد الولاية من أكثر الولايات تربية للماشية خصوصا في مراعي خور مشكور وأبو قصية وعلى امتداد مجرى النيل الأبيض والمناطق الجنوبية من الولاية.